# On est rendu là
 (mai 2023).
On est rendu là est une émission de télévision documentaire animée par Jordan Dupuis, Vanessa Duchel et Anne-Lovely Étienne. Diffusée à partir du 19 mai 2023 sur Unis TV, elle s’accompagne de balados sur la chaîne Ohdio! de Radio-Canada.

## Concept
On est rendu là met de l’avant 30 jeunes Canadiens de 14 à 25 ans. Les animateurs sont des millénariaux qui ouvrent un dialogue avec la génération Z francophone pancanadienne sur plusieurs sujets : jeux vidéo, santé mentale, image corporelle, identité de genre, entreprise, sport, mode, sexualité, religion, environnement.  Par exemple, on y parle de l’image corporelle, dont la grossophobie et le rapport au poids, mais aussi la corporalité dans un corps trans. Les animateurs ont sillonné plusieurs régions de l’Ontario, du Québec et des Maritimes pour avoir ces discussions .
Les épisodes se divisent en trois segments : une immersion, une entrevue avec un jeune et un défi pour les animateurs. Par exemple, dans l’épisode sur le sport, les animateurs visitent une équipe de basketball en fauteuil roulant, participent à une partie de roller derby et discutent avec le plus jeune cheerleader du Québec.

## Épisodes
Le premier épisode porte sur l’image corporelle. Les animateurs s’intéressent au défi d’être bien dans son corps. Ils discutent de ce défi avec trois jeunes aux histoires et aux corps atypiques. Le deuxième porte sur la religion et la spiritualité. L’émission va à la rencontre de trois jeunes qui présentent différentes facettes de leurs croyances. Dans le troisième épisode, qui aborde l’identité de genre, les animateurs rencontrent trois jeunes qui expliquent comment la fluidité du genre les habite. Dans le quatrième épisode, les animateurs traitent de l’entrepreneuriat. Les jeunes de la génération Z interrogés incarnent une vision de l’entreprise qui fait passer la passion avant les profits. Le cinquième épisode aborde l’environnement, un sujet qui préoccupe les jeunes. L’émission met en scène trois d'entre eux qui se mobilisent pour sauver la planète. Le sixième thème concerne les jeux vidéo. Les animateurs discutent avec trois jeunes qui s’engagent pour rendre l’univers du jeu plus inclusif et positif . Dans le septième épisode, sur la sexualité, quatre jeunes parlent de leur vision d’une sexualité saine, sécuritaire et décomplexée . Le huitième épisode porte sur la mode. Les animateurs interrogent quatre jeunes qui contribuent au monde de la mode avec leurs valeurs écoresponsables, inclusives et éthiques. Le neuvième épisode aborde le sport et montre trois jeunes qui expliquent comment ils revendiquent leur individualité pour faire avancer les milieux sportifs. Dans le dixième épisode, sur la santé mentale, trois jeunes parlent de leur bagage et de l’importance de chercher de l’aide.

### Épisodes
1. Image corporelle
2. Religion & spiritualité
3. Identité de genre
4. Entrepreneur
5. Environnement
6. Jeux vidéo
7. Sexualité
8. Mode
9. Sport
10. Santé mentale

### Crédits de la série
Idée originale : Jordan Dupuis et Anne-Lovely Étienne
Réalisation : Gabriel Lajournade et Xavier Havitov
Production au contenu : Jordan Dupuis et Amélia Blondin
Production au développement : Francis Corbeil-Savage
Production exécutive : Martin Henri

## BaladoOn est rendu là
Six épisodes de podcast complètent la série télévisée. Ils mettent en scène des personnalités comme La Youtubeuse trans Gabrielle Marion, la comédienne Ludivine Reding, le chanteur Émile Bilodeau et le rappeur Samian. Le premier épisode porte sur l’image corporelle, le deuxième sur la religion et le troisième sur l’identité de genre. Un nouveau thème apparait en quatrième position : l’argent. Ensuite, le balado se termine avec des épisodes sur l’environnement et la sexualité.

### Crédits du balado
- Animation : Vanessa Duchel, Jordan Dupuis et Anne-Lovely Etienne
- Conception et production au contenu : Jordan Dupuis
- Réalisation : Lajou
- Montage : Jonathan Verreault
- Production : ReneeClaude Vigneault